# Renault Scénic III
La Renault Scénic III è la terza generazione della Renault Scénic, una autovettura monovolume di fascia media prodotta dalla casa automobilistica francese Renault dal 2009 al 2016.

## Storia e profilo

### Debutto
Alla fine del primo decennio del nuovo millennio, il mercato delle monovolume di fascia media, specialmente in Francia, stava subendo delle rivoluzioni: oramai era la Citroën C4 Picasso a dominare la scena nel Paese transalpino. La Scénic II, in listino dal 2003, stava rapidamente invecchiando, mentre sulla scena stava per debuttare un'altra monovolume, la Peugeot 5008. Per questo, già da alcuni anni, venne avviato il progetto JZ, destinato a concretizzarsi nella terza generazione della Scénic. La seconda generazione della Scénic fu anche la prima ad essere stata proposta in due varianti di carrozzeria, una normale ed una a passo allungato con due posti in più. Per la terza generazione venne seguita una linea di pensiero leggermente diversa, che avrebbe previsto caratteristiche stilistiche differenti fra l'uno e l'altro modello. Il progetto arrivò quasi a completamento mentre nel mondo scoppiò la crisi finanziaria che avrebbe stravolto fra l'altro anche il mercato dell'automobile e decretato la fine di alcuni marchi automobilistici. La Scénic III fu presentata al pubblico nel marzo del 2009 al Salone di Ginevra. Curiosamente, il lancio della Scénic III vide la Casa della Losanga dare la precedenza alla versione "lunga", la cui commercializzazione fu fissata per il maggio del 2009, mentre la versione "corta" fu posticipata alla fine di quella stessa estate, a settembre.

### Design esterno ed interno

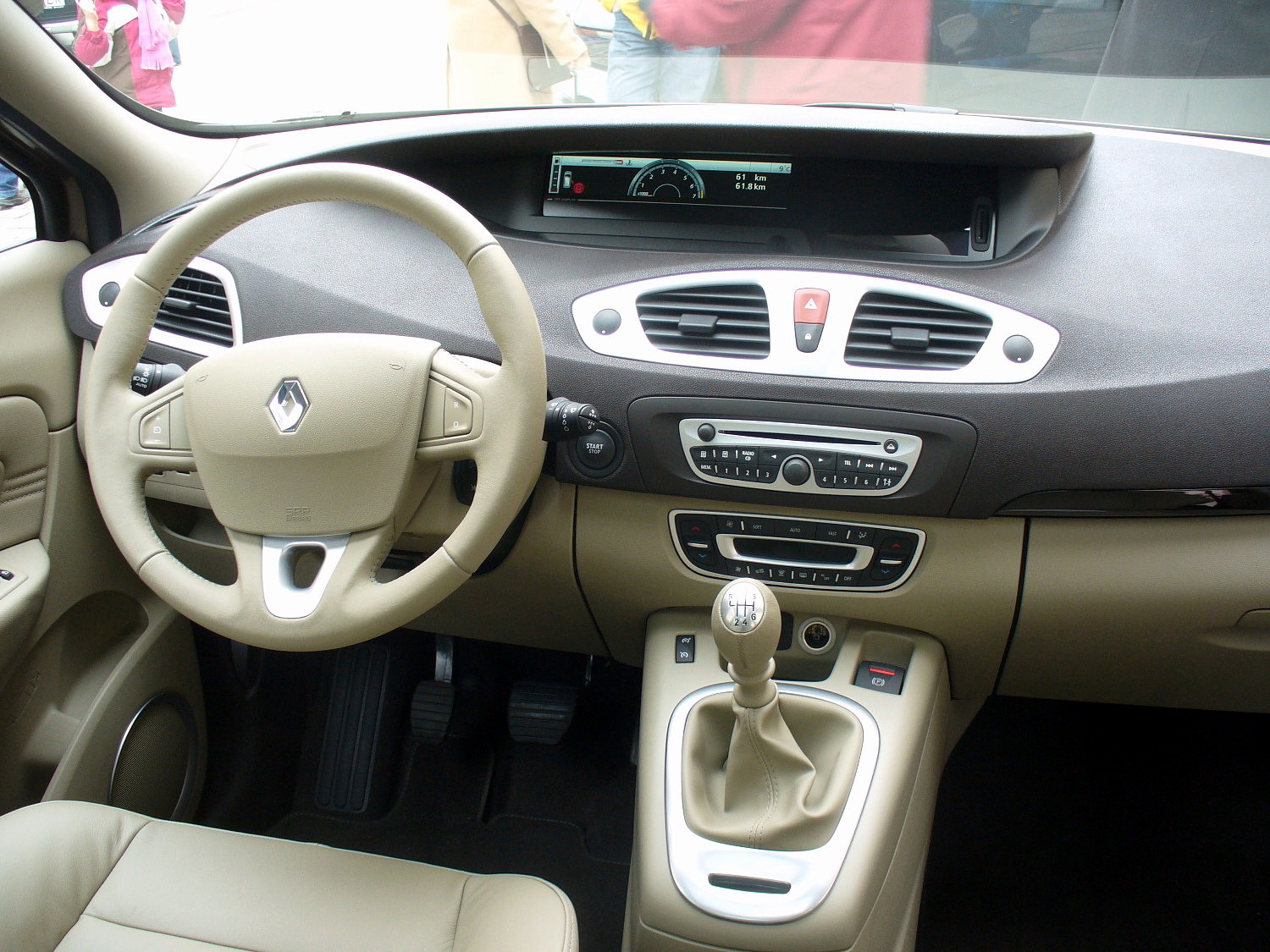
Interni di una Scenic del 2009

Per la Scénic III, l'équipe di designers diretta da Laurens van den Acker cercò di creare uno stile che potesse rompere con le linee spigolose e per certi versi anticonformiste della precedente generazione, senza tuttavia discostarsi troppo dalle impostazioni generali di forma. Per questo motivo, la Scénic III conservò alcuni caratteri, ancorché rivisti in chiave moderna, già incontrati nella Scénic II, ma allo stesso tempo propose anche stilemi più moderni, più al passo con i tempi, in particolare ispirati al nuovo corso stilistico intrapreso dalla Renault due anni prima con il lancio della terza generazione della Laguna. Ne scaturì una vettura potenzialmente in grado di mettere d'accordo sia coloro che della precedente Scénic II seppero apprezzare il design ardito, sia coloro che invece si fecero suoi detrattori. Stilisticamente la Scénic III (che, va ricordato, era la versione allungata a 7 posti) poteva presentare similitudini con la Scénic II nell'impostazione generale, ma scendendo neanche troppo in dettaglio, le differenze si rivelavano numerose e notevoli. Già per quanto riguardava il frontale, i gruppi ottici si fecero più allungati all'indietro, con il lato esterno tagliato dal profilo del paraurti, quest'ultima una caratteristica già incontrata proprio nella Laguna III. La calandra si fece più liscia e sottolineata solo da una sottile feritoia, lasciando quindi il compito di raffreddare il motore solo alla grande presa d'aria sul paraurti, presa d'aria che, nel passaggio dalla seconda alla terza generazione, divenne più ampia, così come più ampio divenne anche il parabrezza. La vettura presentò un muso più pronunciato, quasi a voler abbozzare un volume separato dal resto della carrozzeria, come se si fosse trattato quasi di una vettura a due volumi, o meglio ancora di un'enorme station wagon. In realtà, tale scelta si rese necessaria per offrire una miglior tutela ai pedoni in caso di investimento a basse velocità. Lateralmente, i passaruota vennero ridisegnati per risultare meno sporgenti, anche se ancora chiaramente visibili, e vennero pure eliminate le modanature laterali, ma in compenso vennero inserite delle nuove nervature nella zona inferiore dei lamierati porta. Posteriormente, comparvero dei nuovi gruppi ottici dal disegno "a boomerang", uno stilema analogo a quello impiegato in alcuni modelli della produzione Nissan (che dal 1999 aveva formato con la Renault il gruppo Renault-Nissan, grazie al quale venivano condivisi pianali, motori, meccanica in generale ed anche soluzioni stilistiche).
L'abitacolo riprende le impostazioni generali della precedente Scénic (per esempio visibili nella strumentazione centrale), ma rilette in chiave più sobria e più moderna, ad esempio grazie ad un cruscotto a schermo digitale di dimensioni più ampie. In generale, lo spazio a bordo è aumentato grazie alle maggiori dimensioni della vettura (più lunga di 7 cm e più larga di 4). Migliorata anche la volumetria del vano bagagli, che parte da un minimo di 208 litri con tutte e tre le file di sedili in posizione standard, per arrivare a 702 litri ripiegando la terza fila e fino a ben 1.863 litri eliminando anche la fila centrale.

### Struttura, meccanica e motori

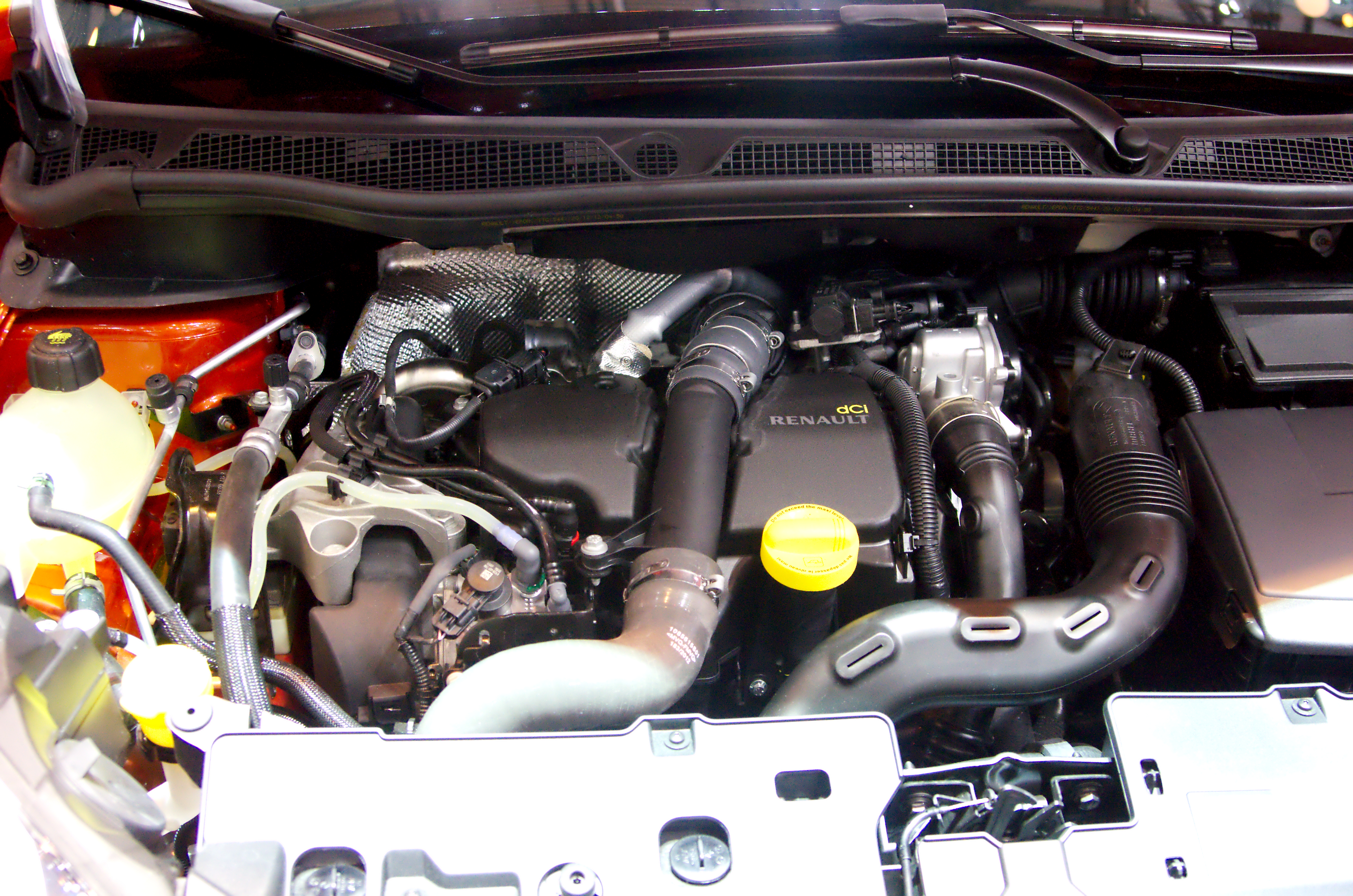
Il vano motore di una Scénic a gasolio

La Scénic III nacque sul pianale della Mégane III, a sua volta un affinamento della piattaforma delle precedenti generazioni della berlina e della monovolume francese. Rispetto a prima, il pianale vide un allungamento di 35 mm del passo ed un allargamento di 20 mm delle carreggiate, oltre che una taratura più accurata delle sospensioni allo scopo di migliorare guidabilità e comfort a bordo. Gli schemi generali quindi rimasero sostanzialmente invariati e pertanto vennero confermati l'avantreno a ruote indipendenti di tipo MacPherson ed il retrotreno a ruote interconnesse. Su entrambi gli assi furono mantenute inoltre le molle elicoidali, presenti anche nella precedente Scènic. Una novità particolare fu l'arrivo di nuovi ammortizzatori a gas in luogo di quelli idraulici utilizzati in precedenza e questa fu un'altra differenza fra il nuovo ed il vecchio pianale. Per quanto riguarda l'impianto frenante, venne confermata la soluzione dei quattro dischi, di cui quelli anteriori autoventilanti.
Al suo debutto, la Scénic III fu proposta in cinque motorizzazioni, due a benzina e tre a gasolio:
- 1.4 TCe: vera novità della gamma Scénic III fu l'unità da 1397 cm³ sovralimentata mediante turbocompressore ed in grado di raggiungere una potenza massima di 130 CV;
- 1.6 16v: motorizzazione mutuata dalla gamma della precedente Scénic II, si trattava dell'unità K4M con una cilindrata di 1598 cm³ ed una potenza massima di 110 CV, inferiore a quella del 1.4 TCe in quanto si tratta di un motore aspirato;
- 2.0 16v: motorizzazione di punta fra quelle a benzina, non prevista per tutti i mercati e consistente in un motore da 1998 cm³ con potenza massima di 140 CV;
- 1.5 dCi: motore turbodiesel con tecnologia common rail derivato anch'esso dalla gamma precedente e consistente nell'unità K9K da 1461 cm³, disponibile in tre livelli di potenza: 85, 105 e 110 CV (il primo di questi non era disponibile per tutti i mercati);
- 1.9 dCi: motore F9Q da 1870 cm³ in grado di erogare una potenza massima di 130 CV;
- 2.0 dCi: motore M9R da 1995 cm³ e disponibile in due livelli di potenza massima, 150 e 160 CV.

Quasi tutte le motorizzazioni furono accoppiate di serie ad un cambio manuale a 6 marce. Fecero eccezione il 2.0 dCi da 150 CV, previsto con un cambio automatico a 6 rapporti, ed il motore a benzina da 2 litri, che invece venne previsto di serie in abbinamento ad un cambio a variazione continua.

## Evoluzione

### Scénic X-Mod

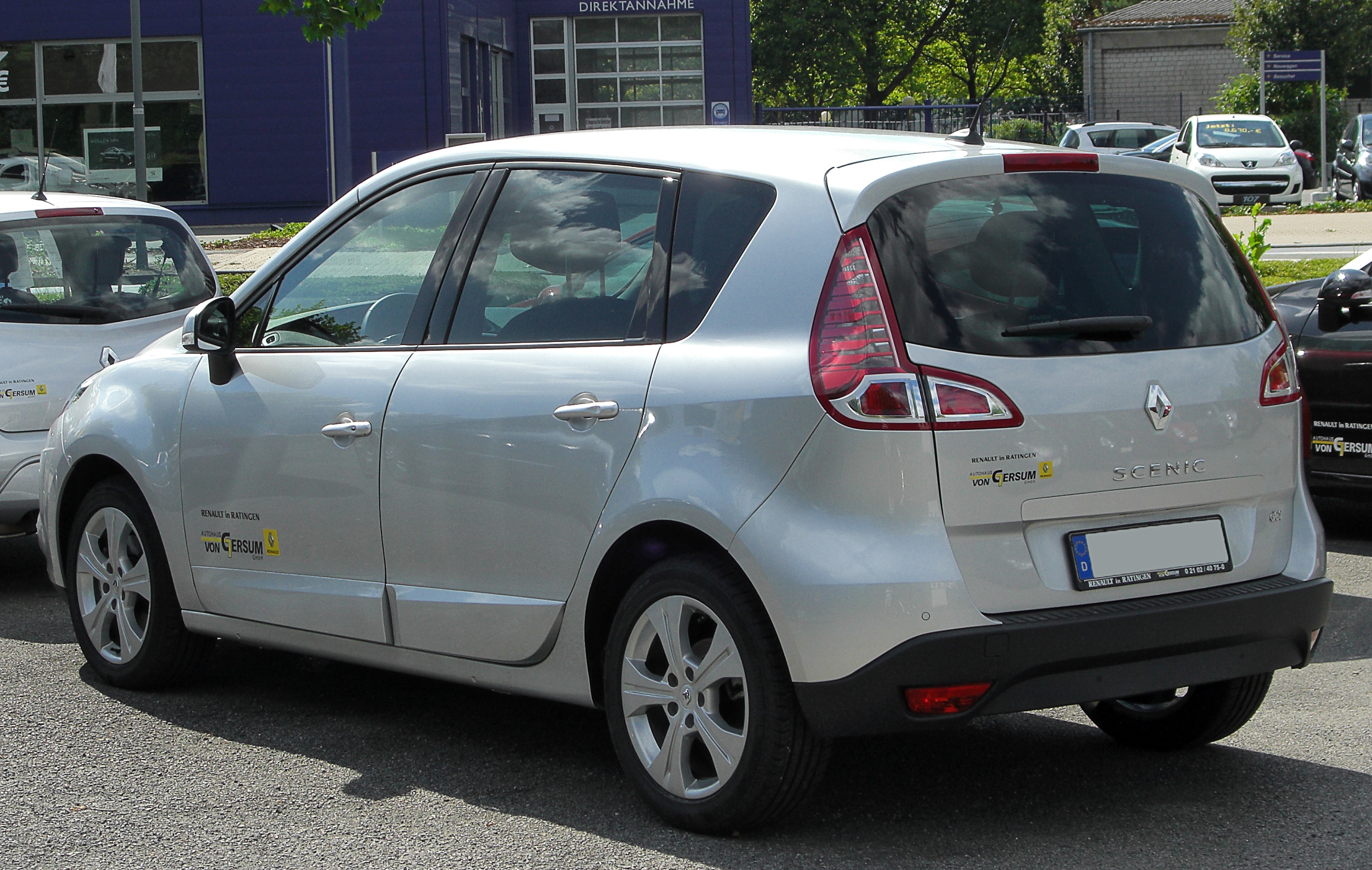
Posteriore di una Scenic X-Mod del 2010

Il lancio della terza generazione della Scénic portò con sé anche significative novità per quanto riguardava le denominazioni commerciali utilizzate. La variante a sette posti continuò a chiamarsi quasi ovunque Grand Scénic, "quasi" perché nel solo mercato italiano la denominazione perse l'aggettivo Grand per divenire semplicemente Scénic, come in passato si chiamava la versione corta. Analogamente, la nuova edizione di quest'ultima variante mantenne il nome di Scénic in tutti i mercati, tranne che in Italia, dove invece prese il nome di Scénic X-Mod. Indipendentemente da ciò, però, la versione corta debuttò a settembre, proponendo anche uno stile differente e più giovanile. In questa sede l'una e l'altra variante verranno indicate con le denominazioni utilizzate nel mercato italiano. Anch'essa leggermente più grande rispetto alla precedente Scénic a 5 posti, la Scénic X-Mod si differenziò dalla Scénic a 7 posti, oltre che per la differente misura del passo (7 cm in meno rispetto alla versione lunga) innanzitutto per il frontale, dove venne montato un nuovo paraurti dal disegno più grintoso dato da nuovi inserti in color metallizzato del tipo di quelli già utilizzati nella Mégane Coupé. Posteriormente comparvero nuovi fari, sempre del tipo "a boomerang", ma dal diverso disegno delle grafiche interne. La volumetria interna destinata ai bagagli, ovviamente più ridotta rispetto alla Scénic, era di 437 litri a filo con la cappelliera e con tutti i sedili in posizione. Tale valore saliva a 522 litri fino al tetto e fino a 1.637 litri eliminando i posti posteriori, che in questo caso erano poltrone singole. La gamma motori ricalcò quasi completamente quella della "sorella maggiore" a 7 posti, ma con in più un'altra motorizzazione a gasolio, ossia un 1.5 dCi depotenziato ad 85 CV, previsto unicamente per la versione "corta" ma non per tutti i mercati.

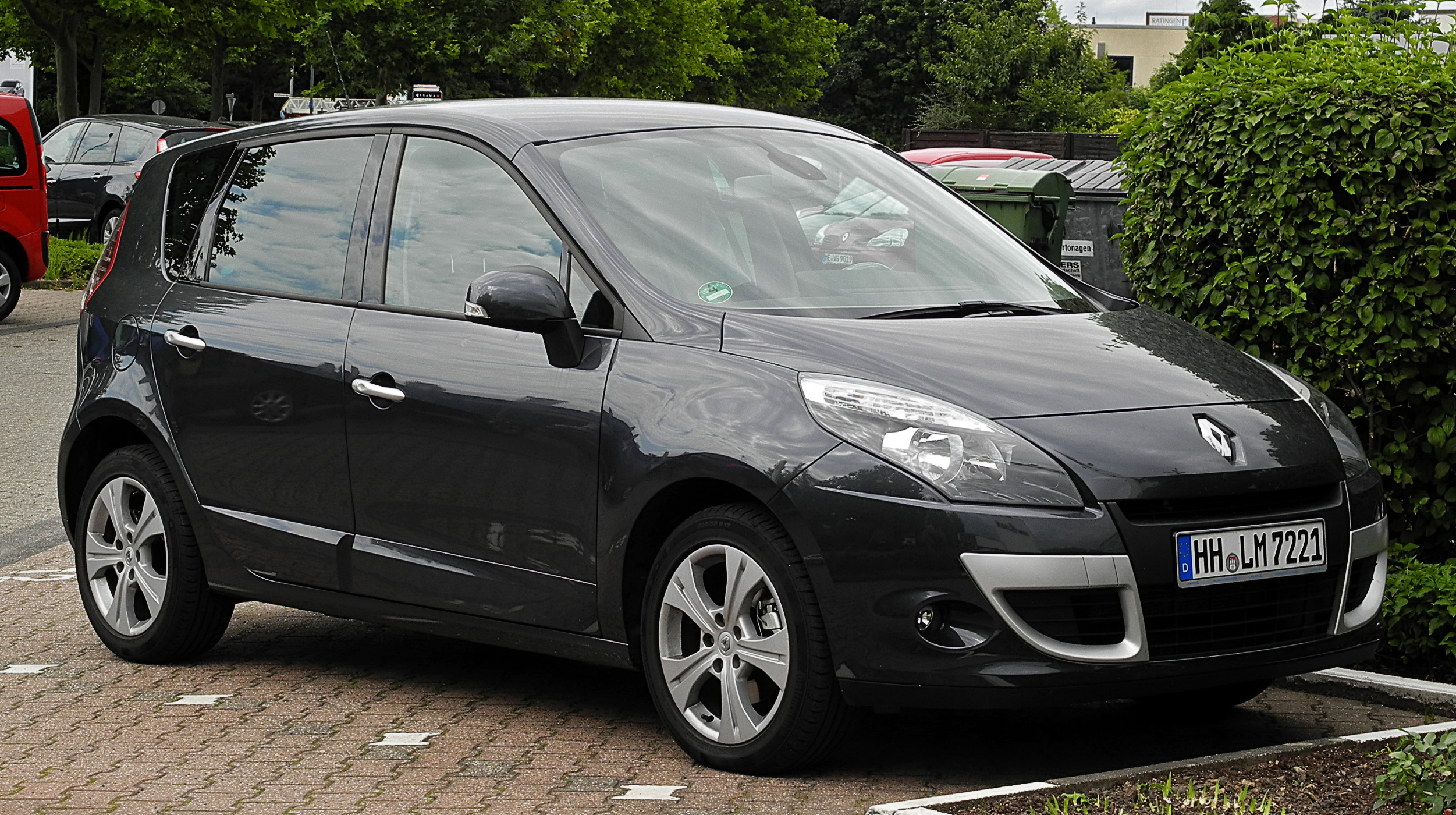
Una Scénic X-Mod

Nel 2010 si ebbero due novità significative: la prima riguardò la possibilità di abbinare la motorizzazione 1.5 dCi da 110 CV con un cambio a doppia frizione a 6 marce, mentre la seconda fu relativa alla rivisitazione del motore 1.5 dCi da 85 CV, che ricevette 10 CV in più. Il 2011 vide invece l'arrivo di una versione bi-fuel benzina/gpl basata sul motore 1.6 aspirato, ma soprattutto, a partire dalla metà dello stesso anno, venne introdotta una nuova motorizzazione, ossia un 1.6 dCi da 130 CV, destinato a sostituire l'anziano 1.9 dCi di pari potenza.

### Restyling 2012

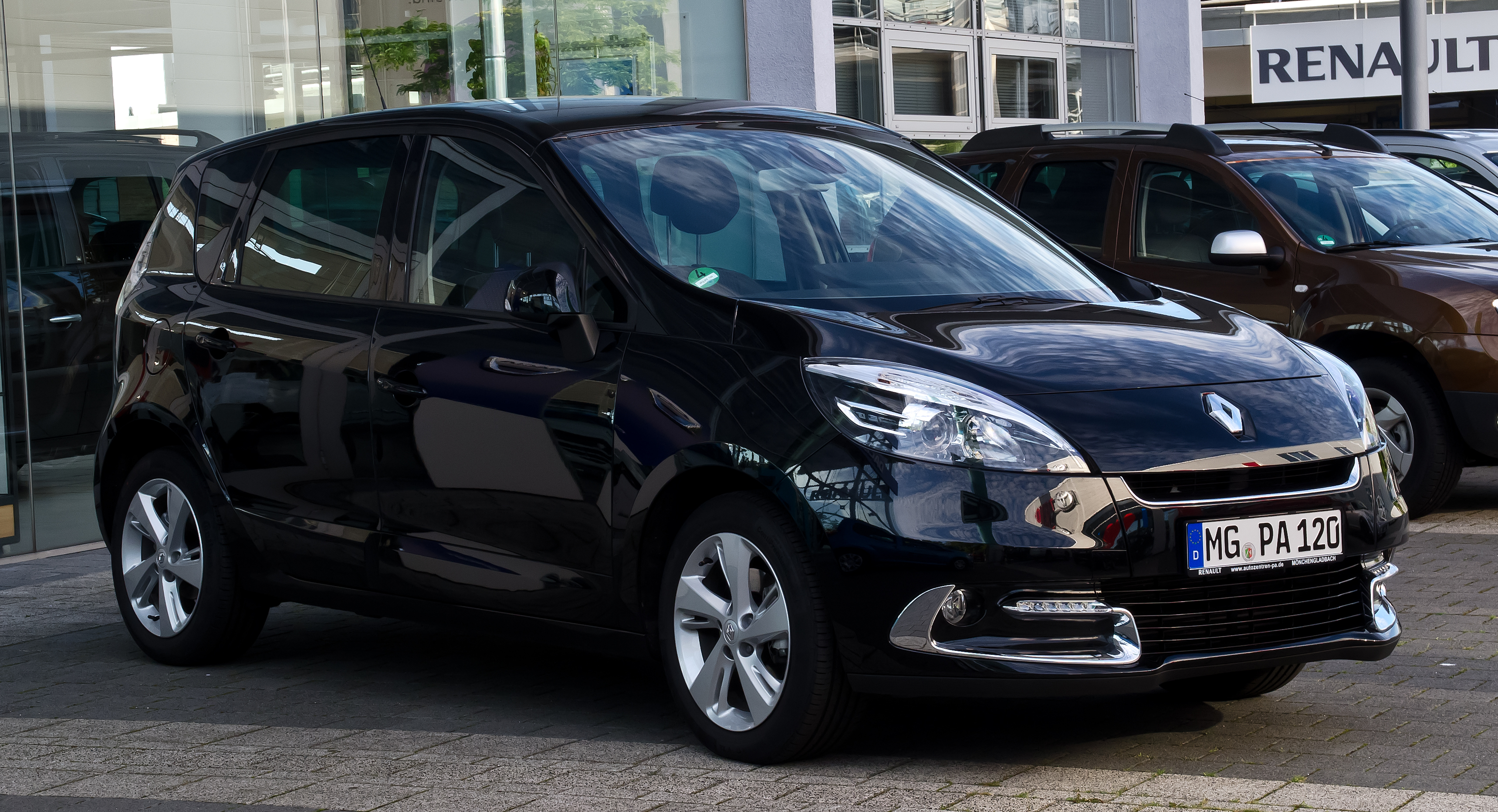
Una Scénic X-Mod (semplicemente Scénic negli altri mercati) dopo il restyling della primavera 2012

Nel 2012, al Salone di Ginevra, venne presentato il primo dei due restyling che interessarono la carriera commerciale della Scénic III, sia in versione lunga che in quella corta. A cambiare fu soprattutto il frontale, dove i gruppi ottici divennero più affilati e dove venne completamente ridisegnato il paraurti, che ricevette una griglia di maggiori dimensioni e perse gli inserti in stile Mégane Coupé per lasciare posto a nuovi alloggiamenti per i faretti diurni a led. 

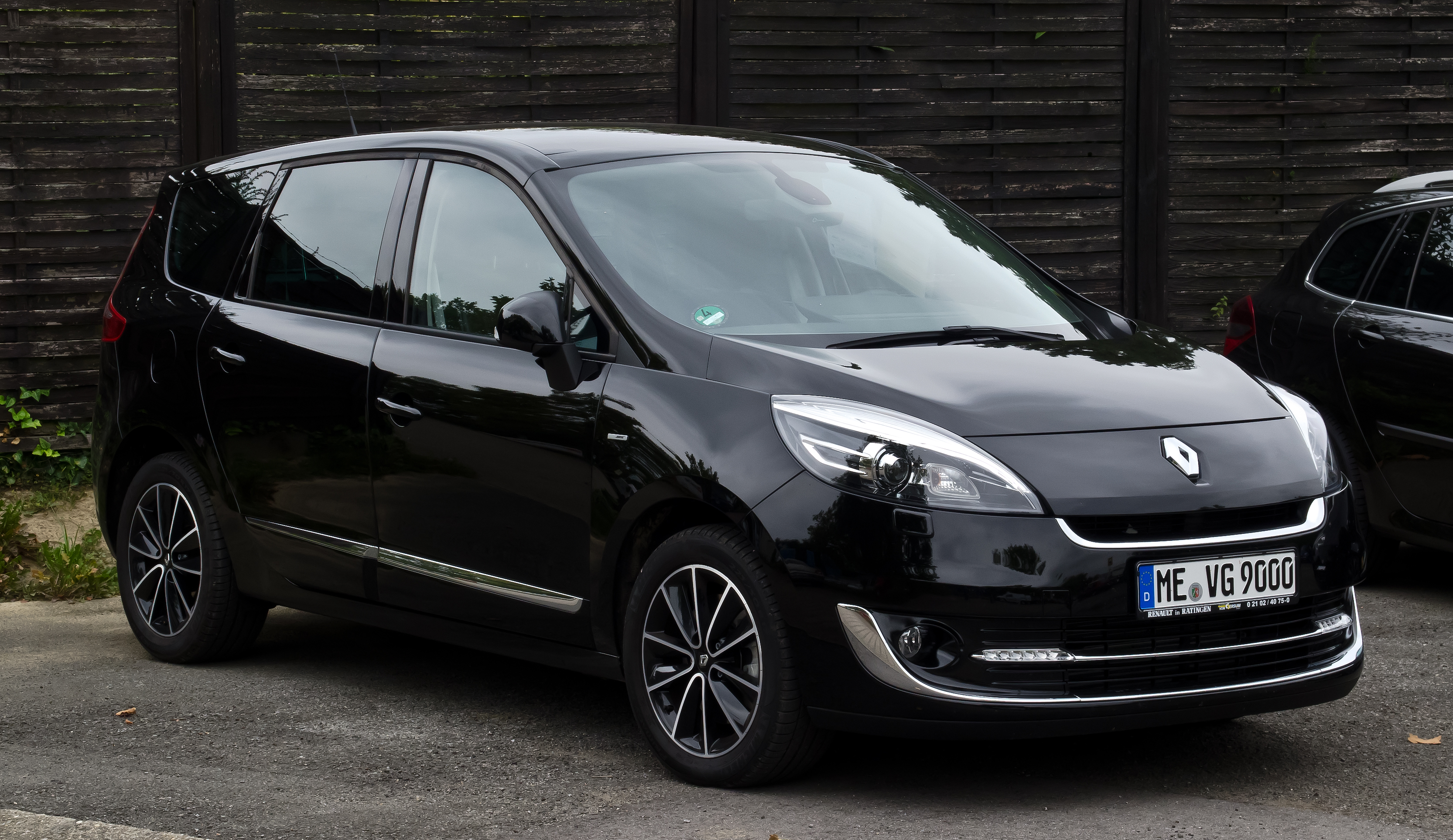
Renault Scénic Restyling 2012

Per quanto riguarda la gamma motori, si ebbe l'arrivo di un nuovo motore 1.2 TCe da 115 CV, destinato a soppiantare il 1.6 16v da 110 CV, il quale continuò ad essere ancora utilizzato, ma solo in alcuni mercati ed in gran parte per applicazioni particolari, come la versione a gpl e la cosiddetta Scénic 1.6 16v E85, in grado di funzionare anche ad etanolo e prevista solo per alcuni di questi pochi mercati in cui il 1.6 continuò ad essere proposto. Sul fronte dei motori a gasolio, il 1.5 dCi da 105 CV scomparve dai listini laddove previsto, mentre il 1.5 dCi da 110 CV venne rivisitato a fondo divenendo così uno dei motori della famiglia Energy, cioè con caratteristiche di particolare economia e di ridotte emissioni di anidride carbonica. Le prestazioni rimasero inalterate a fronte di una maggior "pulizia" di funzionamento. Inoltre si ebbe anche la scomparsa delle motorizzazioni di maggior cilindrata: uscirono così di scena il 2 litri a benzina da 140 CV e il 2 litri a gasolio da 160 CV, mentre l'altro 2 litri a gasolio, quello con 150 CV e cambio automatico, venne ristretto solo ad alcuni mercati.

### Restyling 2013

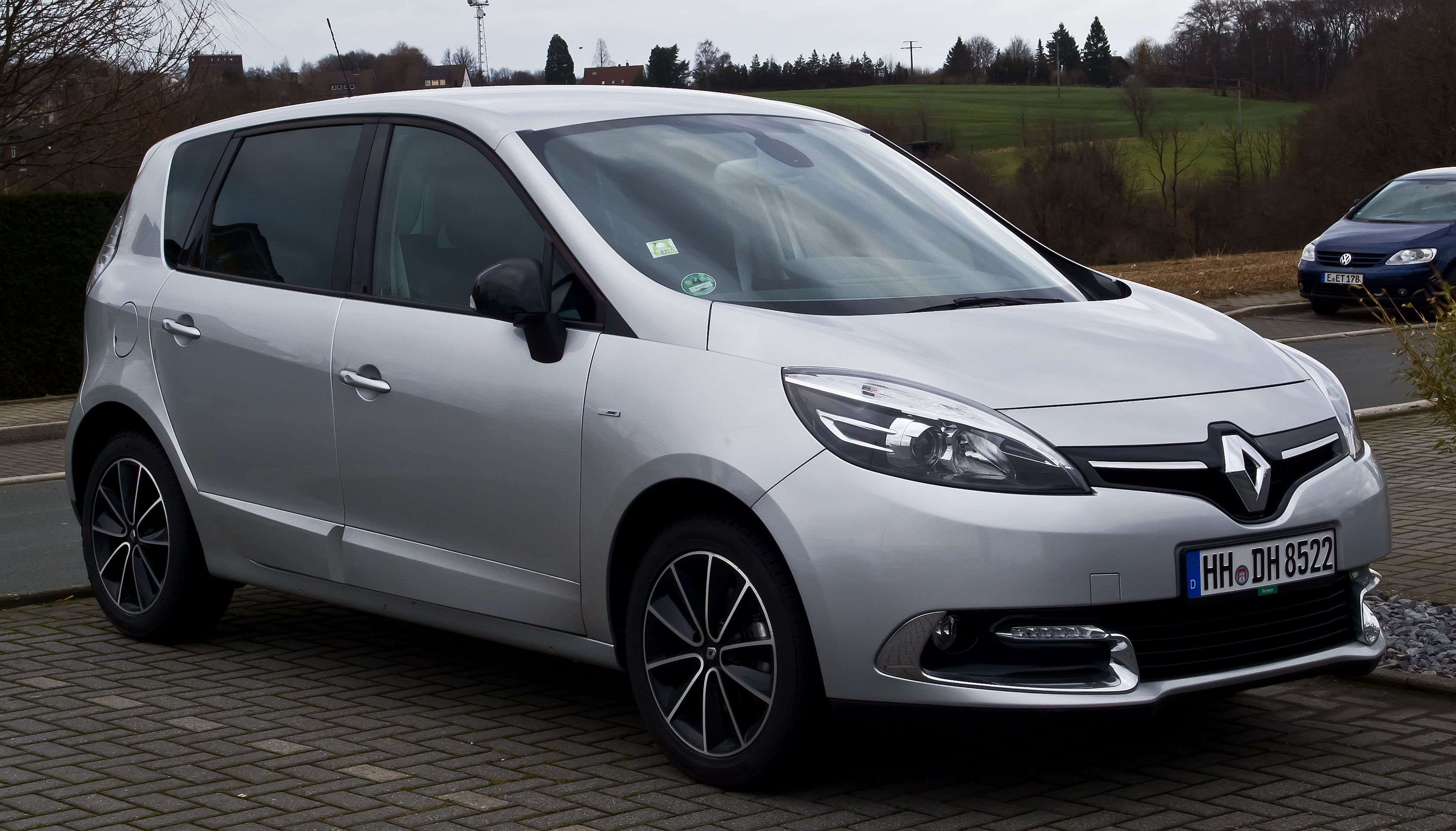
Una Scénic X-Mod dopo il secondo restyling, giunto nel 2013

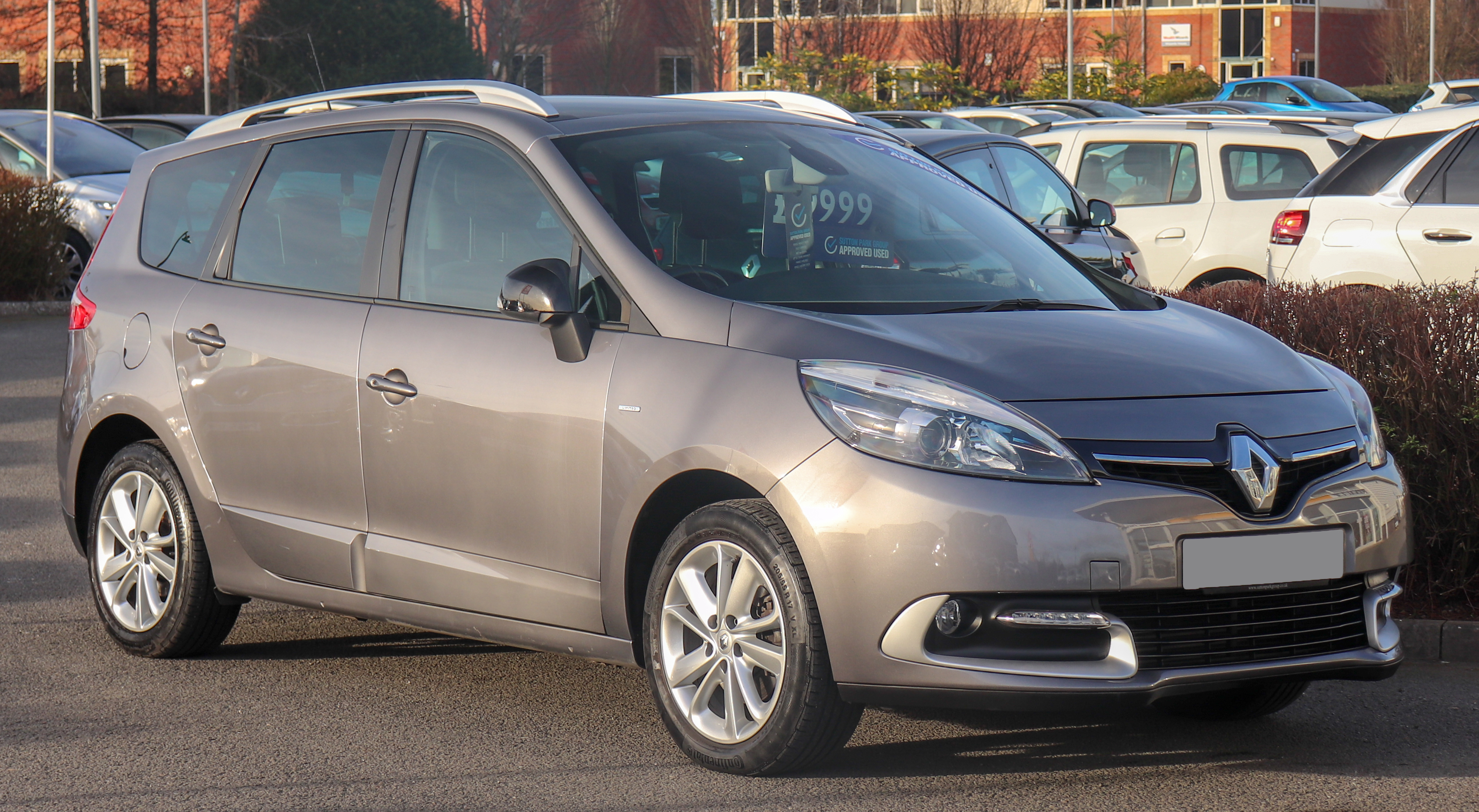
Una Renault Scénic post-restyling del 2013

Nel marzo 2013 ecco arrivare il secondo grande aggiornamento: ancora una volta fu la kermesse ginevrina a fare da cornice alla Scénic III nuovamente rinnovata. L'aggiornamento interessò nuovamente il frontale, che stavolta ricevette una nuova calandra con uno stemma della Casa di maggiori dimensioni ed anche la griglia anteriore venne ridisegnata. Interventi di maggior entità furono quelli riservati alla sola Scénic X-Mod, che oltre a quanto già descritto, venne proposta sia in versione normale, sia anche in versione Cross, ossia con barre portatutto sul tetto, con passaruota, sottoparaurti e sottoporta in plastica non verniciata e con assetto rialzato. La Scénic X-Mod Cross fu quindi una sorta di crossover impostato in maniera analoga a quella del contemporaneo Peugeot 3008, con il quale condivise la scelta di rimanere unicamente a trazione anteriore e di utilizzare un sistema elettronico per il controllo della trazione al posto delle quattro ruote motrici. Per la sola X-Mod (normale o Cross) vennero adottate soluzioni stilistiche specifiche per gli interni (coma ad esempio il volante a fondo piatto). Per quanto riguarda la gamma motori, la novità più importante fu quella relativa al 1.4 TCe da 130 CV, che scomparve dai listini cedendo il posto ad un 1.2 TCe di pari potenza, derivato direttamente dal 1.2 TCe da 115 CV. La versione Cross fu prevista nelle stesse motorizzazioni della X-Mod normale (che poi erano anche le stesse previste per la Scénic a 7 posti). 

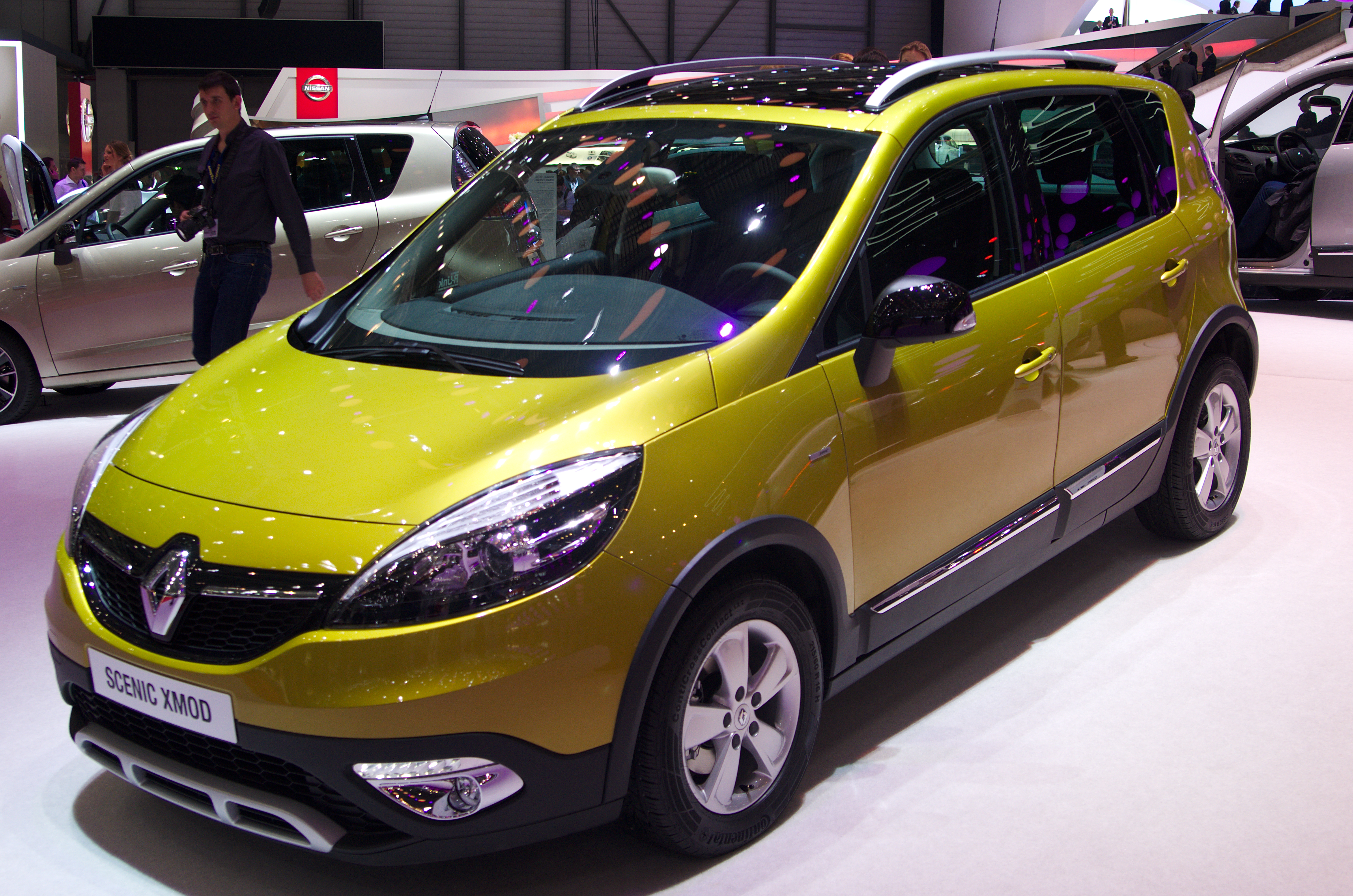
Una Scénic X-Mod Cross, versione per off-road leggero della Scénic III

Da questo momento in poi cominciò la fase calante della movimentata carriera commerciale della Scénic III, dove tuttavia non mancarono ancora alcune novità degne di nota, come la scomparsa della versione a gpl sul finire del 2013, mentre nel corso del 2015, laddove ancora previsto, venne eliminato il 1.6 a sola benzina. Fu l'ultimo aggiornamento di rilievo relativo alla gamma della Scénic III: al Salone di Ginevra del 2016 venne infatti presentata al pubblico la quarta generazione della monovolume media di casa Renault, fatto che indicò inequivocabilmente la fine della produzione della terza generazione. Quest'ultima conobbe una carriera piuttosto movimentata, con ben due restyling, fatto raro nella produzione automobilistica del XXI secolo. Nata per cercare di eliminare i nei della seconda generazione e per convincere anche i detrattori della Scénic II, riuscì solo in parte nell'intento, a causa della profonda recessione dell'industria automobilistica a seguito della grave crisi finanziaria mondiale esplosa alla fine del 2008.

## Riepilogo caratteristiche
Di seguito vengono riepilogate le caratteristiche relative alle varie versioni costituenti la gamma della Scénic III. I prezzi riportati si riferiscono al livello di allestimento più economico ed al momento del debutto nel mercato italiano, tranne che nel caso di modelli non previsti in tale mercato:
| Renault Scénic III (2009-16) |             |        |                |                                        |                |               |                              |                    |              |                     |                    |                       |                       |                   |
| Modello | Carrozzeria | Motore | Cilindrata cm³ | Alimentazione                          | Potenza CV/rpm | Coppia Nm/rpm | Cambio/ N°rapporti           | Massa a vuoto (kg) | Velocità max | Acceler. 0-100 km/h | Consumo (l/100 km) | Emissioni CO2/ (g/km) | Commercia- lizzazione | Prezzo al debutto |
| Versioni a benzina |             |        |                |                                        |                |               |                              |                    |              |                     |                    |                       |                       |                   |
| 1.2 TCe (115CV) | 5 posti     | H5Ft   | 1197           | Iniezione diretta Turbocompressore     | 115/4900       | 190/1750      | Manuale a 6 marce            | 1.295              | 185          | 11"7                | 5,9                | 135                   | 2012-16               | 23.700            |
| 1.2 TCe (115CV) | 7 posti     | H5Ft   | 1197           | Iniezione diretta Turbocompressore     | 115/4900       | 190/1750      | Manuale a 6 marce            | 1.405              | 185          | 11"9                | 6,1                | 140                   | 2012-16               | 25.200            |
| 1.2 TCe (130CV) | 5 posti     | H5Ft   | 1197           | Iniezione diretta Turbocompressore     | 130/5500       | 205/2000      | Manuale a 6 marce            | 1.295              | 190          | 10"5                | 6,2                | 140                   | 2013-16               | 25.000            |
| 1.2 TCe (130CV) | 7 posti     | H5Ft   | 1197           | Iniezione diretta Turbocompressore     | 130/5500       | 205/2000      | Manuale a 6 marce            | 1.405              | 190          | 10"7                | 6,4                | 145                   | 2013-16               | 26.500            |
| 1.4 TCe | 5 posti     | HJ4t   | 1397           | Iniezione diretta Turbocompressore     | 130/5500       | 190/2250      | Manuale a 6 marce            | 1.295              | 190          | 10"5                | 7,1                | 168                   | 2009-13               | 22.000            |
| 1.4 TCe | 7 posti     | HJ4t   | 1397           | Iniezione diretta Turbocompressore     | 130/5500       | 190/2250      | Manuale a 6 marce            | 1.420              | 190          | 10"7                | 7,1                | 168                   | 2009-13               | 23.000            |
| 1.6 16v | 5 posti     | K4M    | 1598           | Iniezione elettronica indiretta        | 110/6000       | 151/4250      | Manuale a 6 marce            | 1.295              | 185          | 11"7                | 6,9                | 169                   | 2009-15               | 19.500            |
| 1.6 16v | 7 posti     | K4M    | 1598           | Iniezione elettronica indiretta        | 110/6000       | 151/4250      | Manuale a 6 marce            | 1.407              | 185          | 12"                 | 6,9                | 169                   | 2009-15               | 20.500            |
| 2.0 16v CVT1 | 5 posti     | M4R    | 1997           | Iniezione elettronica indiretta        | 140/6000       | 195/3750      | Cambio a variazione continua | 1.403              | 190          | 10"6                | 9                  | 186                   | 2009-121              | 30.490            |
| 2.0 16v CVT1 | 7 posti     | M4R    | 1997           | Iniezione elettronica indiretta        | 140/6000       | 195/3750      | Cambio a variazione continua | 1.468              | 190          | 10"8                | 9,2                | 186                   | 2009-121              | 31.490            |
| Versioni a gasolio |             |        |                |                                        |                |               |                              |                    |              |                     |                    |                       |                       |                   |
| 1.5 dCi1 (85CV) | 5 posti     | K9K    | 1461           | Turbodiesel common rail iniez. diretta | 85/3750        | 201/1750      | Manuale a 6 marce            | 1.385              | 165          | 16"4                | 5,1                | 130                   | 2009-101              | -                 |
| 1.5 dCi² (95 CV) | 5 posti     | K9K    | 1461           | Turbodiesel common rail iniez. diretta | 95/4000        | 241/1750      | Manuale a 6 marce            | 1.385              | 170          | 13"5                | 4,8                | 120                   | 2010-16²              | 22.250            |
| 1.5 dCi (105 CV) | 5 posti     | K9K    | 1461           | Turbodiesel common rail iniez. diretta | 105/4000       | 240/2000      | Manuale a 6 marce            | 1.420              | 180          | 12"4                | 5,1                | 130                   | 2009-12               | 21.651            |
| 1.5 dCi (105 CV) | 7 posti     | K9K    | 1461           | Turbodiesel common rail iniez. diretta | 105/4000       | 240/2000      | Manuale a 6 marce            | 1.488              | 180          | 13"4                | 5,3                | 135                   | 2009-121              | -                 |
| 1.5 dCi (110 CV) | 5 posti     | K9K    | 1461           | Turbodiesel common rail iniez. diretta | 110/4000       | 240/1750      | Manuale 6 marce³             | 1.430              | 180          | 12"3                | 5,4                | 136                   | 2009-16               | 21.651            |
| 1.5 dCi (110 CV) | 7 posti     | K9K    | 1461           | Turbodiesel common rail iniez. diretta | 110/4000       | 240/1750      | Manuale 6 marce³             | 1.498              | 180          | 13"3                | 5,5                | 138                   | 2009-16               | 22.651            |
| 1.6 dCi | 5 posti     | R9M    | 1598           | Turbodiesel common rail iniez. diretta | 130/4000       | 320/1750      | Manuale 6 marce              | 1.430              | 195          | 10"3                | 4,4                | 114                   | 2011-16               | 25.000            |
| 1.6 dCi | 7 posti     | R9M    | 1598           | Turbodiesel common rail iniez. diretta | 130/4000       | 320/1750      | Manuale 6 marce              | 1.487              | 195          | 10"5                | 4,4                | 115                   | 2011-16               | 26.500            |
| 1.9 dCi | 5 posti     | F9Q    | 1870           | Turbodiesel common rail iniez. diretta | 130/3750       | 300/2000      | Manuale 6 marce              | 1.468              | 195          | 10"5                | 5,7                | 145                   | 2009-11               | 24.151            |
| 1.9 dCi | 7 posti     | F9Q    | 1870           | Turbodiesel common rail iniez. diretta | 130/3750       | 300/2000      | Manuale 6 marce              | 1.540              | 195          | 11"                 | 5,8                | 149                   | 2009-11               | 25.151            |
| 2.0 dCi (150CV) | 5 posti     | M9R    | 1995           | Turbodiesel common rail iniez. diretta | 150/3750       | 360/2000      | Automatico 6 rapporti        | -                  | 200          | 9"7                 | 7,3                | 184                   | 2009-12               | 28.901            |
| 2.0 dCi (150CV) | 7 posti     | M9R    | 1995           | Turbodiesel common rail iniez. diretta | 150/3750       | 360/2000      | Automatico 6 rapporti        | -                  | 200          | 10"1                | 7,3                | 184                   | 2009-12               | 29.901            |
| 2.0 dCi (160 CV) | 5 posti     | M9R    | 1995           | Turbodiesel common rail iniez. diretta | 160/3750       | 380/2000      | Manuale 6 marce              | 1.495              | 205          | 9"1                 | 6,9                | 173                   | 2009-12               | 27.151            |
| 2.0 dCi (160 CV) | 7 posti1    | M9R    | 1995           | Turbodiesel common rail iniez. diretta | 160/3750       | 380/2000      | Manuale 6 marce              | 1.591              | 205          | 9"3                 | 7                  | 173                   | 2009-121              | 35.190            |
| Versioni a carburanti alternativi                                                                                                  |             |        |                |                                        |                |               |                              |                    |              |                     |                    |                       |                       |                   |
| 1.6 16v GPL | 5 posti     | K4M    | 1598           | Iniez. indiretta/Gpl                   | 110/6000       | 151/4250      | Manuale 6 marce              | 1.245              | 190          | 11"7                | -                  | 174                   | 2011-12               | 21.397            |
| 1.6 16v E851 | 5 posti     | K4M    | 1598           | Iniez. indiretta                       | 110/6000       | 151/4250      | Manuale 6 marce              | 1.295              | 190          | 11"7                | 7,2                | 166                   | 2012-131              | 24.990            |
| 1.6 16v E851 | 7 posti     | K4M    | 1598           | Iniez. indiretta                       | 110/6000       | 151/4250      | Manuale 6 marce              | 1.387              | 185          | 12"                 | 7,5                | 172                   | 2012-131              | 25.990            |
| Note: 1Non prevista per il mercato italiano ²Nel mercato italiano a partire dal 2014 ³Cambio doppia frizione a 6 marce a richiesta |             |        |                |                                        |                |               |                              |                    |              |                     |                    |                       |                       |                   |